# Щепочкин, Анатолий Михайлович
Анатолий Михайлович Щепочкин — советский хозяйственный деятель, Герой Социалистического Труда.

## Биография
Родился 09.01.1930 г. на территории современной Вологодской области. Член КПСС.
В 1949—1953 годах — военнослужащий Советской армии.
В 1953—1990 годах — монтажник, бригадир монтажников Второго Московского строительно-монтажного управления треста «Стальмонтаж» Министерства монтажных и специальных строительных работ СССР.
Указом Президиума Верховного Совета СССР от 16 июля 1980 года присвоено звание Героя Социалистического Труда с вручением ордена Ленина и золотой медали «Серп и Молот».
Делегат XXVI съезда КПСС.
Умер в 1993 году в Москве.

## Награды и звания
- Герой Социалистического Труда (16.07.1980)
- Орден Ленина (16.07.1980)
- Орден Трудового Красного Знамени (11.01.1962)